# DeVonta Smith
Pour les articles homonymes, voir Smith.
(en) Statistiques sur pro-football-reference
DeVonta Smith, né le 14 novembre 1998 à Amite, est un sportif professionnel américain de football américain jouant au poste de wide receiver pour la franchise des Eagles de Philadelphie dans la National Football League (NFL) depuis la saison 2021.
Au niveau universitaire, il a joué pour le Crimson Tide de l'université de l'Alabama avec qui il remporte le titre de champion en 2017 et 2020. Ses performances lors de son deuxième sacre lui valent d'être désigné meilleur joueur du championnat NCAA en devenant le premier receveur vainqueur du trophée Heisman depuis Desmond Howard en 1991 et  le quatrième au total.
Il est sélectionné en 10e choix lors du premier tour de la draft 2021 de la NFL par les Eagles avec qui il remporte le Super Bowl LIX au terme de la saison 2024. En ce faisant, il devient le cinquième joueur de l'histoire à avoir remporté un titre national universitaire, le Trophée Heisman et un Super Bowl.

## Biographie

### Jeunesse
DeVonta Smith grandit à Amite, une ville rurale de Louisiane d'environ quatre milliers d'habitants. Introverti, sa personnalité réservée cache une grande ambition dans le sport. Au lycée, le jeune receveur se casse la clavicule en jouant au football américain lors de sa deuxième année. Alors qu'il ne pèse pas plus de 60 kilos, il souhaite arrêter ce sport et ne va plus à l'entraînement avant de changer d'avis. Bien qu'il se renforce physiquement chaque année, il reste un athlète mince lorsqu'il passe au niveau universitaire.

### Carrière universitaire
DeVonta Smith choisit le programme du Crimson Tide de l'université de l'Alabama décevant les fans des Tigers de LSU qui espéraient accueillir la vedette locale,.
Dans l'ombre des vedettes de son équipe, Smith réalise sept réceptions pour sa première saison universitaire qu'il conclut en marquant un touchdown lors de la finale du championnat universitaire 2017 remporté en prolongation contre les Bulldogs de la Géorgie sur le score de 26 à 23. La saison suivante, il effectue 42 réceptions pour un gain de 693 yards et six touchdowns,.

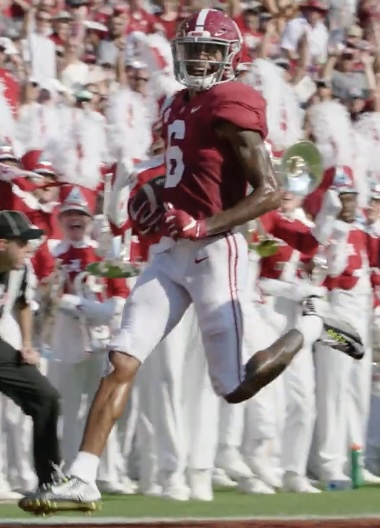
Smith en 2019 avec Alabama.

En 2019, Smith est le meilleur receveur de son équipe au nombre de yards (1 256) et de touchdowns inscrits à la passe (14) en 58 réceptions.
Le 28 septembre, Smith réalise la meilleure performance de sa carrière universitaire avec 274 yards et 5 touchdowns lors de la victoire 59 à 31 contre les Rebels d'Ole Miss. Après la saison, ses coéquipiers Henry Ruggs et Jerry Jeudy décident de faire l'impasse sur leur dernière année universitaire pour se présenter à la dradt 2020 de la NFL mais Smith décide de prester sa dernière année avec Alabama.
Le 21 novembre 2020, Smith bat le record du plus grand nombre de touchdowns inscrits en réceptions de l'histoire de la Southeastern Conference lors du match contre Kentucky.
Il devient le premier receveur à remporter le trophée du meilleur joueur de l'année selon l'Associated Press depuis sa création en 1998. Il remporte ensuite le Trophée Heisman devant les autres finalistes Kyle Trask (en), Trevor Lawrence et Mac Jones, devenant le quatrième receveur à le recevoir et le premier depuis Desmond Howard en 1991.
Quelques jours plus tard lors du College Football Championship Game 2021 joué contre les Buckeyes d'Ohio State, Smith établit les records du plus grand nombre de réception (12) et du plus grand nombre de touchdown inscrits en réception (3) lors d'une finale nationale. Il y gagne également 215 yards bien qu'ayant du quitter le match à la suite d'une blessure à la main au cours du troisième quart temps. Alabama remporte le titre sur le score de 52 à 24, leur sixième en douze saisons, tandis que Smith est désigné MVP offensif du match.
Pendant son séjour à Alabama, Smith a établi plus de sept records de l'université en réceptions. Son surnom, reçu de ses équipiers, était « Slim Reaper », en référence à sa petite taille et ses capacités athlétiques.

### Carrière professionnelle
| Taille             | Poids          | Bras            | Main           | Sprint   | Sprint   | Sprint   | Shuttle 20 yards | 3 cones drill | Détente   | Détente     | Développé couché | Test Wonderlic |
| Taille             | Poids          | Bras            | Main           | 40 yards | 10 yards | 20 yards | Shuttle 20 yards | 3 cones drill | verticale | horizontale | Développé couché | Test Wonderlic |
| 1,84 m (6 ft ¼ in) | 77 kg (170 lb) | 79 cm (31 ⅛ in) | 23 cm (9 ¼ in) | -        | -        | -        | -                | -             | -         | -           | -                | -              |

#### Draft
Smith est sélectionné en 10e choix global lors de la draft 2021 de la NFL par les Eagles de Philadelphie.

#### Eagles de Philadelphie
Le 3 juin 2021, il signe un contrat de quatre ans pour un montant de 20,1 millions de dollars avec les Eagles de Philadelphie.

##### 2021

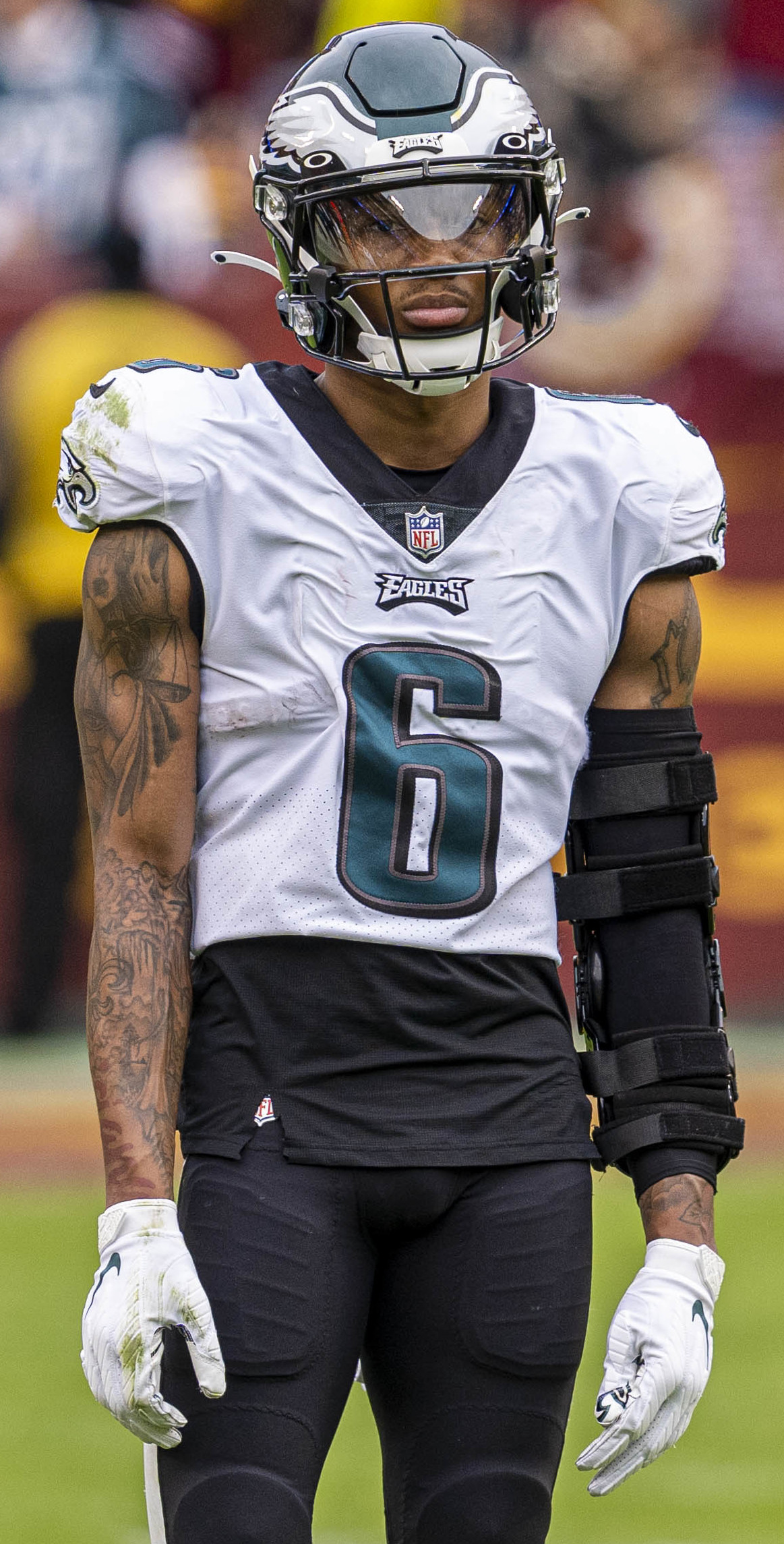
Smith avec les Eagles début 2022.

Smith inscrit son premier touchdown professionnel lors de sa première réception à l'occasion du premier match de la saison régulière joué contre les Falcons d'Atlanta. Son année en tant que débutant est solide puisqu'il totalise 64 réceptions pour un gain cumulé de 916 yards et cinq touchdowns. Ses 916 yards sont le record de la franchise du plus grand nombre de yards gagnés par un débutant sur une saison. Il va peiner comme le reste de son équipe lors du match de phase finale (tour de wild card) perdu 15 à 31 contre les Buccaneers de Tampa Bay, ne totalisant que 4/11 réceptions pour un gain de 60 yards.

##### 2022
En 3e semaine et la victoire 24 à 8 contre les Commanders, Smith réussit huit réceptions pour un record en carrière de 160 yards et un touchdown. En 16e sdemaine (défaite 34 à 40 contre les Cowboys), il réussit également huit réceptions pour un gain de 113 yards et deux touchdowns. Smith compte cinq matchs à plus de 100 yards au cours de la saison régulière et termine avec un total de 95 réceptions, 1 196 yards et sept touchdowns.
Lors de la victoire 38 à 7 contre les Giants en tour de division, il inscrit un touchdown en réception. Contre les 49ers en finale de conférence NFC, il effectue une réception à une main de 29 yards lors d'une 4e tentative à l'occasion du premier drive de son équipe. Cette réception était en fait incomplète mais n'a pu être invalidée, les Eagles ayant rapidement exécuté le prochain snap empêchant toute contestation de l'équipe adverse. À la suite de cette réception, les Eagles se retrouvant à 1 yard de la ligne d'en-but, inscrivent leur premier touchdown du match, qu'ils ont finalement remporté 31 à 7.
Lors du Super Bowl LVII perdu 35 à 38 contre les Chiefs, Smith effectue quatre réceptions pour un gain total de 100 yards.
Il est par la suite classé par ses pairs, 100e du Top 100 des meilleurs joueurs NFL de la saison.

##### 2023
En 2e semaine lors de la victoire 34 à 28 contre les Vikings, Smith réussit quatre réceptions pour un gain de 131 yards et un touchdown. Il réussit un autre match à plus de 100 yards de gain en 12e semaine contre les Bills.
En tour de wild card (défaite 9 à 32 contre les Buccaneers), Smith réussit huit réceptions pour un gain total de 148 yards.

##### 2024
Le 15 avril 2024, Smith paraphe une prolongation de contrat de trois ans avec les Eagles.
Lors de la victoire 41 à 7 en 17e semaine contre les Cowboys, il réussit six réceptions pour un gain total de 120 yards et deux touchdowns. Il termine la saison régulière avec un total de 68 réceptions pour 833 yards et 8 touchdowns.
Smith gagne 46 yards et inscrit un touchdown à la suite d'une passe du quarterback MVP Jalen Hurts au cours du troisième quart temps du Super Bowl LIX gagné 40 à 22 contre les Chiefs, revanche du Super Bowl LVII perdu deux saisons plus tôt. Il remporte ainsi sa première bague et devient également le premier joueur du Crimson Tide de l'Alabama à inscrire un touchdown en réception lors d'un Super Bowl ainsi que le 5e joueur à gagner au cours de sa carrière, un Super Bowl, le Trophée Heisman et un championnat universitaire,.

## Statistiques

### Universitaires
| Année       | Équipe                    | Statut      | MJ |     | Passes réceptionnées | Passes réceptionnées | Passes réceptionnées | Passes réceptionnées |       | Courses | Courses | Courses | Courses |
| Année       | Équipe                    | Statut      | MJ | Nb. | Yards                | Moy.                 | TD                   | Nb.                  | Yards | Moy.    | TD      |         |         |
| 2017        | Crimson Tide de l'Alabama | Fr.         | 08 | 08  | 0 160                | 20,0                 | 03                   | 0                    | 0     | 0,0     | 0       |         |         |
| 2018        | Crimson Tide de l'Alabama | So.         | 13 | 042 | 0 693                | 16,5                 | 06                   | 0                    | 0     | 0,0     | 0       |         |         |
| 2019        | Crimson Tide de l'Alabama | Jr.         | 13 | 068 | 1 256                | 18,5                 | 14                   | 0                    | 0     | 0,0     | 0       |         |         |
| 2020        | Crimson Tide de l'Alabama | Sr.         | 13 | 117 | 1 856                | 15,9                 | 23                   | 4                    | 6     | 1,5     | 1       |         |         |
| Totaux NCAA | Totaux NCAA               | Totaux NCAA | 47 | 235 | 3 965                | 16,9                 | 46                   | 4                    | 6     | 1,5     | 1       |         |         |

### Professionnelles
| Année      | Équipe                 | MJ |                | Passes réceptionnées | Passes réceptionnées | Passes réceptionnées | Passes réceptionnées |                | Courses        | Courses        | Courses | Courses |  | Fumbles | Fumbles |
| Année      | Équipe                 | MJ | Nb.            | Yards                | Moy.                 | TD                   | Nb.                  | Yards          | Moy.           | TD             | Nb.     | Perdus  |  |         |         |
| 2021       | Eagles de Philadelphie | 17 | 064            | 0 916                | 14,3                 | 05                   | -                    | -              | -              | -              | 1       | 1       |  |         |         |
| 2022       | Eagles de Philadelphie | 17 | 095            | 1 196                | 12,6                 | 07                   | -                    | -              | -              | -              | 1       | 1       |  |         |         |
| 2023       | Eagles de Philadelphie | 16 | 081            | 1 066                | 13,2                 | 07                   | -                    | -              | -              | -              | 1       | 1       |  |         |         |
| 2024       | Eagles de Philadelphie | 13 | 068            | 0 833                | 12,5                 | 08                   | -                    | -              | -              | -              | 0       | 0       |  |         |         |
| 2025       | Eagles de Philadelphie | ?  | Saison à venir | Saison à venir       | Saison à venir       | Saison à venir       | Saison à venir       | Saison à venir | Saison à venir | Saison à venir | ?       | ?       |  |         |         |
| Totaux NFL | Totaux NFL             | 63 | 308            | 4 011                | 13,0                 | 27                   | -                    | -              | -              | -              | 3       | 3       |  |         |         |

| Année      | Équipe                 | MJ |     | Passes réceptionnées | Passes réceptionnées | Passes réceptionnées | Passes réceptionnées |       | Courses | Courses | Courses | Courses |  | Fumbles | Fumbles |
| Année      | Équipe                 | MJ | Nb. | Yards                | Moy.                 | TD                   | Nb.                  | Yards | Moy.    | TD      | Nb.     | Perdus  |  |         |         |
| 2021       | Eagles de Philadelphie | 1  | 04  | 060                  | 15,0                 | 0                    | -                    | -     | -       | -       | 1       | 0       |  |         |         |
| 2022       | Eagles de Philadelphie | 3  | 15  | 197                  | 13,1                 | 1                    | -                    | -     | -       | -       | 1       | 0       |  |         |         |
| 2023       | Eagles de Philadelphie | 1  | 08  | 148                  | 18,5                 | 0                    | -                    | -     | -       | -       | 1       | 0       |  |         |         |
| 2024       | Eagles de Philadelphie | 4  | 16  | 190                  | 11,9                 | 1                    | -                    | -     | -       | -       | 0       | 0       |  |         |         |
| Totaux NFL | Totaux NFL             | 9  | 43  | 595                  | 13,8                 | 1                    | -                    | -     | -       | -       | 3       | 0       |  |         |         |

| Saison     | 2021 | 2022 | 2023 | 2024 | 2025 |
| Classement | -    | 100e | 90e  | ?    | ?    |

Le classement du Top 100 des meilleurs joueurs de la NFL est dévoilé la dernière semaine du mois de juillet suivant la fin de la saison.

## Vie privée
Le 31 décembre 2024, Smith annonce ses fiançailles avec Mya Danielle, avec qui il a eu une fille. Le couple attend un deuxième enfant.
Smith est chrétien. Il a déclaré : « Je sais que je ne serais pas ici sans Dieu. Sans lui qui m'a béni avec les capacités que j’ai, je ne serais pas arrivé ici. Être seul ne vous amène pas ici. Il suffit de croire fermement en Lui et de me guider à travers. Il m'a aidé à traverser beaucoup de choses. ».